# Toschia spinosa
Toschia spinosa là một loài nhện trong họ Linyphiidae.
Loài này thuộc chi Toschia. Toschia spinosa được Herman Theodor Holm miêu tả năm 1968.